# Qurrat al-ʿAin (Sängersklavin)
Qurrat al-ʿAin war eine in der ersten Hälfte des 9. Jahrhunderts lebende Sängersklavin und Konkubine am Hofe der Abbasiden-Kalifen in Bagdad. Sie war ethnisch gemischter Abstammung und eine Favoritin des achten Abbasiden-Kalifen Al-Muʿtasim (794–842). Literarisch tritt sie in Tausendundeine Nacht bereits während der Herrschaftszeit von dessen Vorgänger al-Ma'mun (reg. 813–833) in Erscheinung.

## Auftritt in Tausendundeine Nacht
In der Erzählung Die Liebe von Abu ʿIsa zu Qurrat al-ʿAin in Tausendundeine Nacht tritt Qurrat al-ʿAin als Geliebte von Abu ʿIsa Muhammad ibn Harun al-Raschid auf. Beide sind ein Liebespaar, doch weigert sich Qurrat al-ʿAins Besitzer, Ali ibn Hischam, seine Sklavin an Abu ʿIsa zu übergeben. Dieser inszeniert eine List, um mit Hilfe seines Halbbruders – des Kalifen al-Ma'mun (786–833) – seine Geliebte doch noch in Besitz zu bekommen, was ihm letztlich gelingt.

## Rezeption
In der klassisch-arabischen Literatur wird Qurrat al-ʿAin unter anderem bei Ibn al-Sa‘i (1197–1276) in dessen Werk Die Frauen der Kalifen erwähnt.

## Wissenswertes
Der Name Qurrat al-ʿAin (Ruhe des Auges) ist ein klassisch-arabischer Sklavinnenname.